# Michael Holmes (polityk)
Michael John Holmes (ur. 6 czerwca 1938 w Farnborough, zm. 29 września 2023) – brytyjski polityk, były lider Partii Niepodległości Zjednoczonego Królestwa (UKIP), poseł do Parlamentu Europejskiego w latach 1999–2002.

## Życiorys
Zajmował się prowadzeniem działalności gospodarczej w branży wydawniczej. W 1997 został wybrany na lidera Partii Niepodległości Zjednoczonego Królestwa. W wyborach w 1999 jako jeden z trzech przedstawicieli tego ugrupowania został wybrany do Parlamentu Europejskiego V kadencji. W PE przystąpił do Grupy na rzecz Europy Demokracji i Różnorodności, a także Komisji Kontroli Budżetowej i Komisji Budżetowej. W 2000 w wyniku konfliktu zrezygnował z funkcji partyjnych, wkrótce też odszedł z partii. W 2001 został europosłem niezrzeszonym, w 2002 zrezygnował z mandatu, wycofując się z działalności politycznej.